# Poorly Formed
Poorly Formed is het zevende studioalbum van de Amerikaanse punkband Swingin' Utters. Het werd op 19 februari 2013 door het label Fat Wreck Chords uitgegeven. In Duitsland en de rest van Europa is het album uitgegeven door People Like You Records.

## Nummers
1. "The Librarians Are Hiding Something" - 1:59
2. "Brains" - 2:55
3. "Stuck in a Circle" - 2:14
4. "Pour Beans" - 1:22
5. "I'm a Little Bit Country" - 2:30
6. "In a Video" - 1:41
7. "Poorly Formed" - 2:34
8. "Greener Grass" - 2:33
9. Temporary Contemporary" - 1:54
10. "A Walk with the Postman" - 1:57
11. "Military Barbara Billingsley" - 2:02
12. "Dreadlock Dread Reggae" - 1:17
13. "The Fake Rat of Dave Navarro" - 2:08
14. "Sevita Sing" - 2:12

## Band
- Johnny Peebucks - zang
- Darius Koski - gitaar, zang
- Jack Dalrymple - gitaar, zang
- Greg McEntee - drums
- Miles Peck - basgitaar, zang